# Aeroportul Al Wajh Domestic
Aeroportul Al Wajh Domestic (IATA: EJH, ICAO: OEWJ) este un aeroport din Provincia Tabuk, Arabia Saudită ce deservește zona Al Wajh governorate⁠(d). Aeroportul a fost tranzitat în 2021 de 40.347 de pasageri. A fost numit după zona deservită.
Situat la o altitudine de 20 m, aeroportul dispune de o singură pistă.